# メザニーン
『メザニーン』（Mezzanine）は、イギリスの音楽ユニット、マッシヴ・アタックが1998年にリリースした3枚目のオリジナル・アルバム。

## 概要
マッシヴ・アタックにとって最も商業的に成功したアルバムであり、イギリス、オーストラリア、アイルランド、ニュージーランドでチャート1位を獲得しており、それ以外の国でも良好なセールスを記録した。またMP3フォーマットによって最初に発売されたアルバムの一つである。
アルバムの製作過程は難航し、メンバー間の緊張状態も続いた。当初は1997年12月にリリース予定だったが、結局リリースは翌年の4月に延期された。メンバーのロバート・デル・ナジャは「曲を作ってはそれを引き裂いてメチャクチャにして、パニックを起こしてはまた振り出しに戻るんだ」と当時の制作状況を振り返っている。アルバムのワーキング・タイトルはギャング・オブ・フォーのデビュー・シングルのタイトルを冠した『Damaged Goods』だった。
アルバム内容ではこれまで以上にサンプリングを多用しており、また今までにはなかったヘヴィなギター・サウンドも聴くことができ、前作までにあったジャズの要素が薄れている。マッシュルームはこの音楽性の変化に不満を感じ、このアルバムがリリースされた後にバンドを脱退した。
『ローリング・ストーン』誌が選んだ「歴代最高のアルバム500選」において383位に選ばれている。

## 収録曲
1. エンジェル - "Angel" - 6:19
2. ライジングサン - "Risingson" - 4:58
3. ティアドロップ - "Teardrop" - 5:30
4. イナーシア・クリープス - "Inertia Creeps" - 5:57
5. エクスチェンジ - "Exchange" - 4:11
6. ディゾルヴド・ガール - "Dissolved Girl" - 6:06
7. マン・ネクスト・ドア - "Man Next Door" - 5:56
8. ブラック・ミルク - "Black Milk" - 6:21
9. メザニーン - "Mezzanine" - 5:56
10. グループ・フォー - "Group Four" - 8:12
11. （エクスチェンジ） - "(Exchange)" - 4:10
12. スーパープレデターズ - "Superpredators" - 5:16 （日本盤ボーナストラック）